# Jarosław Lech
Jarosław Lech (ur. 29 lipca 1984 we Wrocławiu) – polski siatkarz występujący na pozycji atakujący/przyjmujący. Swoją przygodę ze sportem zaczynał od koszykówki zdobywając złoty i srebrny medal mistrzostw Polski juniorów z WKS Śląsk Wrocław. Od 2003 roku siatkarz występujący na pozycji atakujący/przyjmujący. Ma za sobą występy w seniorskiej reprezentacji Polski w siatkówce plażowej. W roku 2013 zajął 17. miejsce na Mistrzostwach Świata w Starych Jabłonkach. W sezonie 2013\14 występował w drużynie mistrza Słowacji VolleyTeam Bratysława grającym w MEVZIE (drugi najlepiej punktujący ligi europejskiej) a po rozpadzie drużyny z Bratysławy grał w VKP Spartak Myjava zdobywając brązowy medal ekstraklasy słowackiej.
W 2007 ukończył Politechnikę Częstochowską – wychowanie fizyczne.

## Kluby
| Klub                             | Kraj       | od   | do   |
| Delic-Pol Norwid Częstochowa     | Polska     | 2003 | 2006 |
| SMS Łódź siatkówka plażowa       | Polska     | 2006 | 2007 |
| Gwardia Wrocław (piłka siatkowa) | Polska     | 2007 | 2009 |
| Pallavolo Lugano                 | Szwajcaria | 2009 | 2010 |
| BBTS Bielsko-Biała               | Polska     | 2010 | 2011 |
| Siatkarz Wieluń                  | Polska     | 2011 | 2012 |
| KS Milicz                        | Polska     | 2012 | 2013 |
| Spartak Myjava                   | Słowacja   | 2013 | 2014 |
| G.S Lamia                        | Grecja     | 2014 | 2015 |
| CVM Mittledeutchland             | Niemcy     | 2015 | 2016 |
| CAI Teruel                       | Hiszpania  | 2016 | 2017 |
| Saint-quentin volley             | Francja    | 2017 | 2018 |

## Sukcesy
- 2006 – złoty medal Akademicki Mistrz Polski w siatkówce plażowej
- 2007 – walka w finale I ligi o awans do PLS z Gwardią Wrocław
- 2009 – srebrny medal LNA – Puchar Szwajcarii
- 2012 – Mistrzostwo Polski w siatkówce plażowej seniorów
- 2013 – Mistrzostwa Świata Stare Jabłonki – 17. miejsce.
- 2014 -  złoty medal Akademickie Mistrzostwa Europy - Porto (Portugalia)
- 2014 – Brązowy medal ekstraklasy Słowackiej
- 2016 - złoty medal Supercoopa Hiszpanii - ekstraklasa hiszpańska
- 2017 - srebrny medal Puchar Króla Hiszpanii - ekstraklasa hiszpańska